# Entzerrung (Tontechnik)
Entzerrung in der Tontechnik, auch Filtern oder Equalizing (EQ) genannt, bedeutet ein Absenken oder Anheben von Frequenzbereichen.

## Anwendungen

### Künstlerisch zur Klanggestaltung
Anwendungsbeispiele der Klanggestaltung sind der Equalizer einer Hifi-Anlage oder der Audiomixdown einer Musikproduktion.
- Hochpassfilter werden in der Tontechnik anwendungsbezogen mehr als Tiefensperre, Bassfilter, Low-Cut-Filter, Bass-Cut-Filter, Trittschallfilter oder Rumpelfilter bezeichnet. Die letzten Begriffe weisen direkter darauf hin, dass ein solches Filter nutzbringend die Tiefen des Signals bzw. Störsignals hörbar abschwächt.

- Tiefpassfilter werden in der Tontechnik anwendungsbezogen mehr als Höhensperre, Höhenfilter, Treble-Cut-Filter, High-Cut-Filter, oder Rauschfilter bezeichnet. Diese Begriffe der Tontechnik weisen deutlicher darauf hin, dass ein solches Filter nutzbringend die Höhen des Signals bzw. Störsignals hörbar abschwächt.

### Technisch-automatisiert bei Trägermedien
Die automatischen Entzerrungen für Trägermedien in der Analogtechnik (Tonbandübertragung, Senderübertragung, Schallplatte) und in der Digitaltechnik werden als Pre- und De-Emphasis (bzw. Prä- und De-Emphase) bezeichnet. Für sie gibt es genormte Werte, die jeweils unter dem Namen des herausgebenden Instituts bekannt sind, z. B. als DIN-, CCIR-, NAB- oder AES-Entzerrung. Meistens werden dabei statt der anschaulichen Grenzfrequenzen (Übergangsfrequenzen) die Zeitkonstanten angegeben.